# Sergio Mantecón

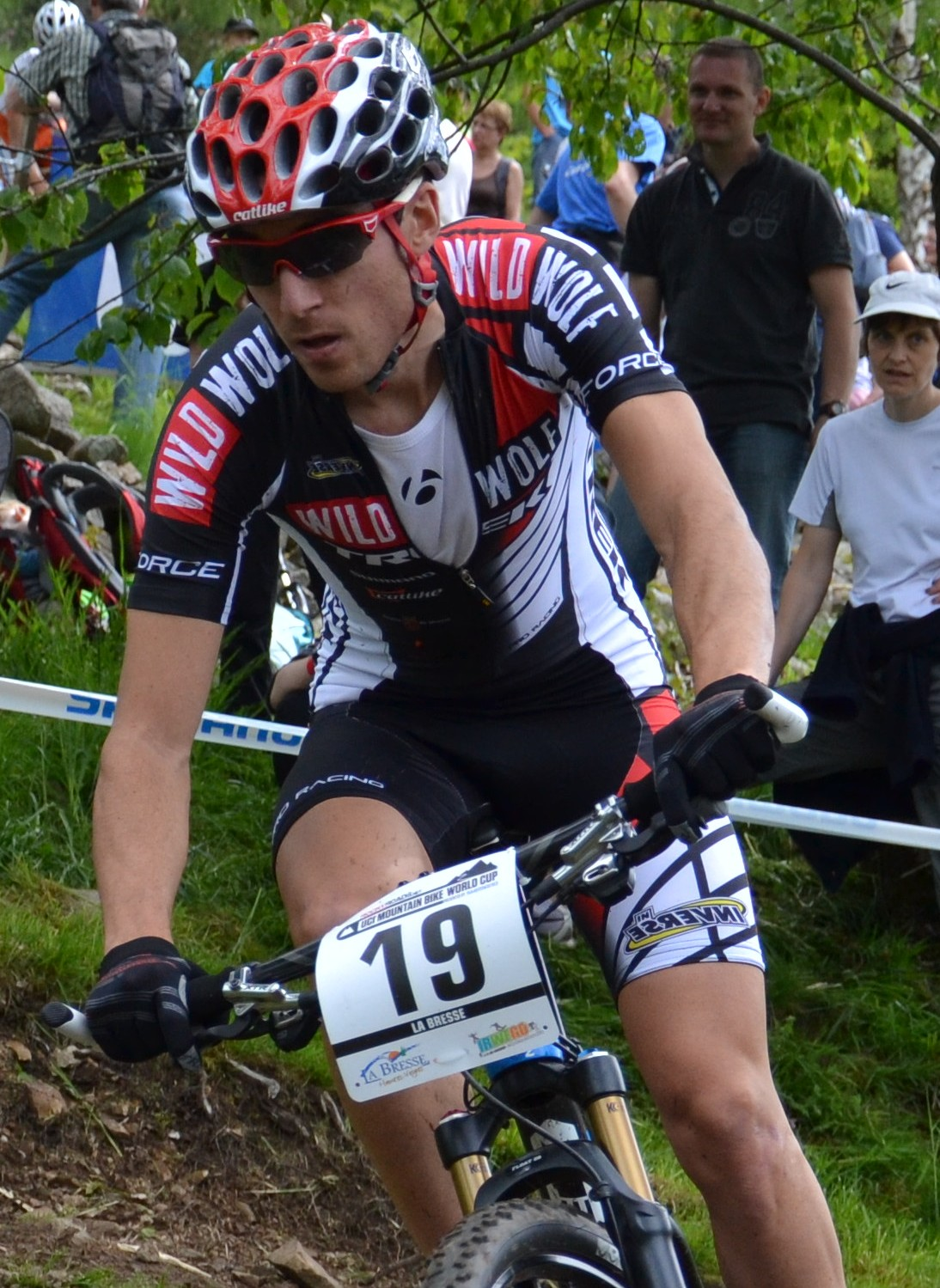
Sergio Mantecón beim Weltcup in La Bresse 2012

Sergio Mantecón Gutiérrez (*  25. September 1984 in Lorca) ist ein spanischer Mountainbike- und Straßenradrennfahrer.
Sergio Mantecón wurde 2008 spanischer Mountainbike-Vizemeister im Cross Country. Im nächsten Jahr startete er bei der Europameisterschaft, wo er den achten Platz belegte. In der Saison 2010 konnte er auf der Straße die Gesamtwertung bei der Cinturón Ciclista a Mallorca für sich entscheiden. Bei den Mountainbike-Weltmeisterschaften 2010 wurde Mantecón 38. im Cross Country.

## Erfolge
2010
- Gesamtwertung Cinturón Ciclista a Mallorca

2012
- Europameisterschaft – Cross Country
- Spanischer Meister – Cross Country